# Under the Same Sun
«Under the Same Sun» es una canción de la banda alemana de hard rock y heavy metal Scorpions, publicada como sencillo en 1993 a través de Mercury Records. Incluida como la quinta pista del duodécimo álbum de estudio Face the Heat (1993), fue escrita por Klaus Meine, Mark Hudson y Bruce Fairbairn. Considerada una power ballad de rock, su letra expone un mensaje humanista, ya que Meine expresa su deseo de que algún día los seres humanos vivan en paz y en armonía. Después de que las radios rechazaron el principal sencillo de Face the Heat, «Alien Nation», pues esperaban otra power ballad similar a «Wind of Change» de 1991, PolyGram decidió publicar esta canción únicamente para darles en el gusto.
Una vez en el mercado, recibió reseñas positivas por parte de la prensa especializada. Los principales aspectos mejor evaluados fueron la voz de Meine, la melodía y la letra. Sin embargo, algunos críticos consideraron que la banda buscaba repetir el éxito de «Wind of Change», incluso, Scott Iwasaki, de Deseret News, sugirió que podría considerarse como la segunda parte de ese sencillo. En cuanto a lo comercial, su éxito recayó principalmente en Francia, en donde logró la séptima posición en la lista musical nacional.
En 1994, se incluyó como la principal canción de la banda sonora de la película On Deadly Ground; de hecho, el videoclip muestra imágenes de la banda interpretándola en un desierto, mezcladas con algunas secuencias del filme. Debido a ello, los tres compositores recibieron una nominación en los premios Golden Raspberry de 1994 en la categoría peor canción original.

## Antecedentes
Como parte de la promoción del álbum Crazy World (1990), en 1991 «Wind of Change» salió al mercado como uno de sus cuatro sencillos. Considerado como el «himno de la revolución pacífica», pues su letra se asoció a los eventos políticos y sociales que ocurrieron y ocurrían en Europa, como la caída del muro de Berlín y la reunificación alemana. Consiguió un fuerte éxito comercial, ya que se estima que ingresó en las listas de 78 países —en más de una docena logró el primer puesto— y hasta octubre de 1991 había vendido alrededor de 2,5 millones de copias. Para mantener dicho éxito, a mediados de 1991 PolyGram decidió lanzar como sencillo la otra power ballad de Crazy World, «Send Me an Angel». A pesar de que no logró la misma notoriedad, igual alcanzó buenas posiciones en las listas musicales de Europa continental. De hecho, la organización World Wide Europe Awards (WWA) lo certificó con un disco de platino, en representación a más de un millón de copias vendidas en el continente.
Una vez que Scorpions publicó su duodécimo álbum de estudio Face the Heat en 1993, PolyGram optó por editar a «Alien Nation» como primer sencillo. No obstante, los medios de comunicación no quisieron difundirla, pues la consideraron muy agresiva y políticamente incorrecta, ya que esperaban que el sello les enviara otra power ballad similar a «Wind of Change». Después del lanzamiento en determinados países del promocional «Woman» en septiembre de 1993, PolyGram acordó dar en el gusto a los medios y a finales del mismo año sacó al mercado la balada «Under the Same Sun».

## Composición y grabación
La canción fue escrita por el vocalista Klaus Meine, el productor Bruce Fairbairn y el compositor estadounidense Mark Hudson. La banda conoció a este último por intermedio de Fairbairn, pero para poder trabajar con él tuvieron que viajar a Los Ángeles por un día. Meine afirmó que se reunió con Hudson en un restaurante, en donde compartieron su gusto por The Beatles, y en esa misma noche compusieron la canción. Al día siguiente el vocalista regresó a Vancouver, en donde estaban grabando el álbum Face the Heat, pero cuando les mostró la nueva composición a los demás músicos, estos no quedaron conformes porque consideraron que no era suficientemente buena. Por ese motivo, Fairbairn intervino en algunas partes y al final la incluyeron en el producto final.
«Under the Same Sun» es una power ballad de rock, cuya letra expone un mensaje humanista, ya que Meine expresa su deseo de que algún día los seres humanos vivan en paz y en armonía. En ese sentido, el vocalista la definió como un himno de paz, influenciado por The Beatles. En un análisis realizado por el autor Guillaume Gaguet, se señala que la introducción incluye arpegios de guitarra con un breve solo de sitar y versos inquietantes que sirven de trampolín para un estribillo melódico, pegadizo y rico en teclados. Por su parte, el puente es la parte más enérgica, en donde además Rudolf Schenker interpreta el solo de guitarra. Ya en el tramo final, el estribillo es energizado por unos coros. Cabe indicar que en el folleto de notas del álbum Face the Heat, tanto Fairbairn como Hudson fueron acreditados como coristas en esta pista. Al igual que las demás canciones que integran el disco, la grabación se llevó a cabo en una semana de febrero de 1993 en los estudios Little Mountain Sound en Vancouver (Canadá), propiedad de Fairbairn.

## Lanzamiento y portada
«Under the Same Sun» salió a la venta como sencillo el 22 de noviembre de 1993, a través del sello Mercury Records. La edición en casete contó con la canción exclusiva «Partners in Crime» en el lado B, una pista de rock melódico escrita por Meine y el baterista Herman Rarebell durante el proceso creativo de Face the Heat. En cambio, el maxisencillo en disco compacto cuenta con cuatro canciones: la versión editada de «Under the Same Sun» de 4:29 minutos de duración, «Ship of Fools», «Partners in Crime» y una versión en vivo de «Hit Between the Eyes». También en Europa se publicó un vinilo de 12" conformado por la versión del álbum de «Under the Same Sun», «Ship of Fools» y «Rubber Fucker». Esta última, escrita por Rarebell, ya había aparecido en el lado B del maxisencillo de «Alien Nation».
De acuerdo con Rarebell, su lanzamiento fue una respuesta a la exclusión de «Alien Nation» en las radios, por lo que el sello quería satisfacerlas con esta power ballad. No obstante, el baterista relató que muchas estaciones radiales al final no la reprodujeron, ya que les respondieron que no la sentían como una canción de Scorpions. Rarebell añadió que no pudieron discutirles, pues como Meine era el único miembro de la banda que participó en su composición, él consideró que no hubo exactamente un esfuerzo grupal. Posteriormente, tanto esta canción como el siguiente sencillo de Scorpions, «No Pain No Gain», aparecieron en World Cup USA '94, después de que a mediados de 1994 PolyGram llegara a un acuerdo con la desarrolladora U.S. Gold para incluir algunas composiciones de sus artistas en el videojuego.
La portada del sencillo muestra la silueta de dos personas en un horizonte, una con un sitar y la otra con un paraguas abierto sobre la cabeza del primero. La fotografía la tomó Rudolf Schenker y él es quien tiene en sus manos el sitar.

## Video musical

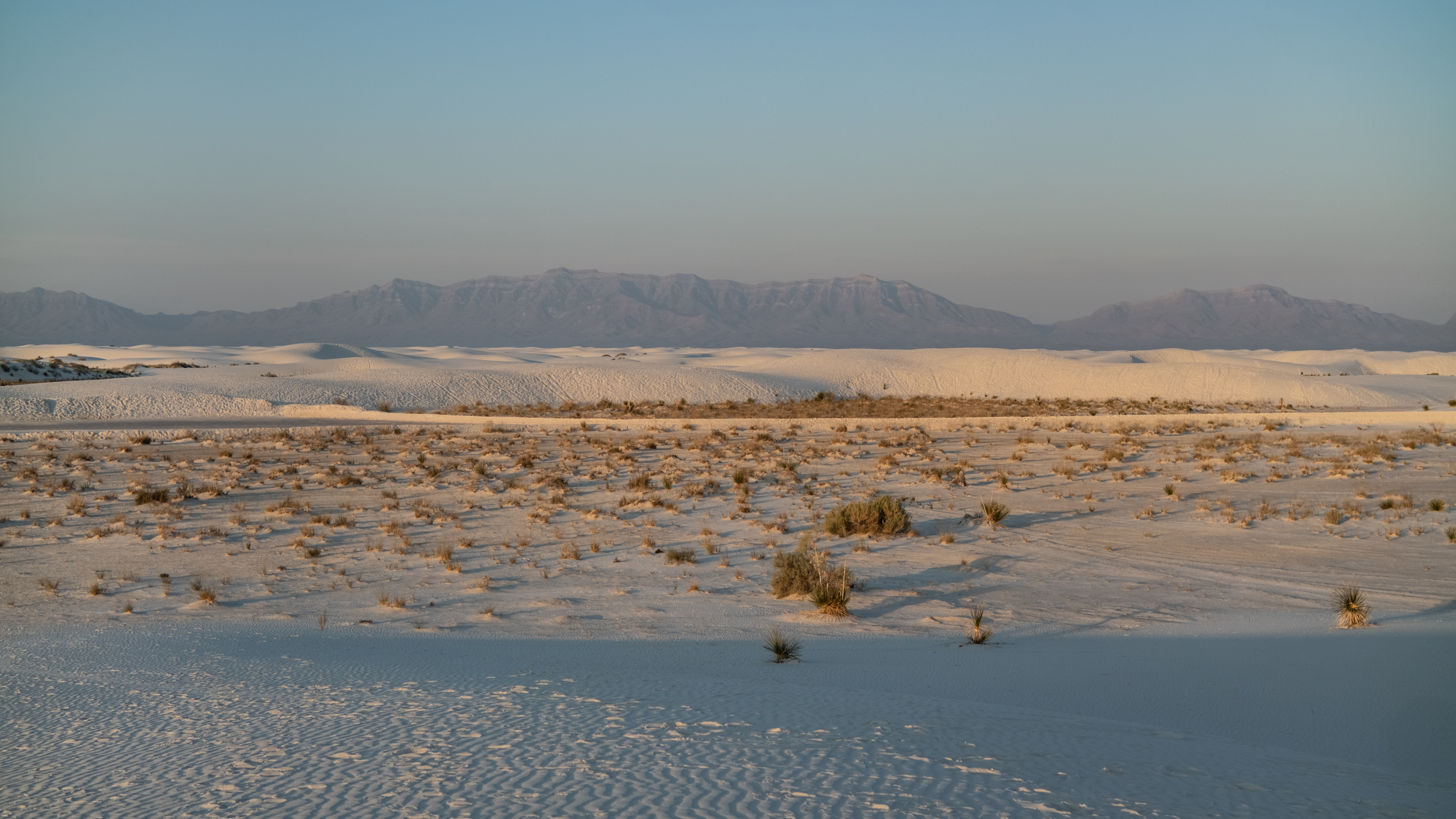
El videoclip se rodó en agosto de 1993 en el parque nacional White Sands de los Estados Unidos

El británico Peter Christopherson dirigió el videoclip de «Under the Same Sun», el cual se rodó en agosto de 1993 en el parque nacional White Sands de Nuevo México (Estados Unidos). Al principio, iba a mostrar a Scorpions interpretando la canción en una plataforma petrolera, pero a último momento les cancelaron los permisos. Estrenado el 20 de septiembre, muestra imágenes de la banda tocando el tema, que se mezclan con algunas secuencias tomadas de la película On Deadly Ground (1994), ya que la canción es el principal título de su banda sonora.

## Recepción

### Crítica especializada
«Under the Same Sun» recibió reseñas favorables por parte de la prensa especializada. Larry Flick, de Billboard, la describió como el tipo de balada de rock vibrante que los fanáticos de Scorpions y la radio adoran y disfrutan. Sobre la voz de Meine, señaló que es bien mesurada, no cae en el melodrama y «da el peso al tono lírico empalagoso de "todos para uno"», mientras que la música presenta una ráfaga de acordes de guitarras robustos e hímnicos, además de un ágil solo de guitarra. Troy J. Augusto, en su crítica de enero de 1994 para Cashbox, la nombró una balada potente con una grandiosa melodía y que aprovecha al máximo la dramática voz de Meine. Además, vaticinó que sería «devorada» por los fanáticos de «Wind of Change», sonaría genial en las radios de rock y debería convertirse en una de las favoritas de la respectiva gira musical. La revista paneuropea Music & Media indicó que una vez más la banda lucha contra los elementos y mencionó de manera metafórica, en alusión a «Under the Same Sun» y «Wind of Change», que «hay más energía proveniente de la luz solar que del viento».
Scott Iwasaki, del periódico estadounidense Deseret News, sugirió que puede considerarse como la segunda parte de «Wind of Change, pues es conmovedora y «amplia el camino de la humanidad hacia la paz mundial». Kristen Knudsen, en su reseña para The Michigan Daily, aseveró que es una canción sobre la paz más ligera y profunda, con influencias de The Beatles, y «transmite un mensaje político de manera más efectiva».  Malcolm Dome, de Classic Rock, destacó que dentro de Face the Heat, tanto esta canción como «Alien Nation» «tenían clase y profundidad».
El autor francés Guillaume Gaguet, en su libro Scorpions L'intégrale en 367 piqûres (2020), dio una opinión mixta. La nombró una balada melosa que aboga por el dulce humanismo, pero estimó que era un intento arriesgado de repetir el éxito de «Wind of Change». Además, indicó que su «lado amable demasiado pronunciado» no coincidía con la atmósfera pesada y general del álbum. En la 15.ª ceremonia de los premios Golden Raspberry, los tres compositores —Meine, Hudson y Fairbairn— recibieron una nominación en la categoría peor canción original por haber figurado en la película On Deadly Ground. Sin embargo, los ganadores fueron Barry Manilow y Jack Feldman por «Marry the Mole» del filme Pulgarcita (1994).

### Comercial
Una vez en el mercado, «Under the Same Sun» alcanzó posiciones medias en algunas listas musicales mundiales. Su éxito recayó principalmente en Francia, pues llegó hasta la séptima posición en el French Singles Chart y estuvo un total de veintiún semanas en la lista. Terminó como el sexagésimo cuarto sencillo más exitoso del año 1993, con más de 75 000 copias comercializadas. Hasta el 2018, la empresa francesa Infodisc estimó sus ventas en ese país en 112 000 unidades, sin tener en cuenta el streaming. En cambio, en Alemania estuvo tan solo dos semanas en el Media Control Charts y como máxima posición consiguió el puesto 99 en la semana del 14 de febrero de 1994. En los Estados Unidos, en la semana del 19 de febrero de 1994 se situó en la casilla 16 del Mainstream Rock Tracks de la revista Billboard. Por su parte, para el 21 de marzo del mismo año alcanzó la 31 en el Top 100 Singles de la revista canadiense RPM.

## Interpretaciones y regrabaciones
La canción se incluyó en el repertorio de la gira Face the Heat Tour desde su inicio en septiembre de 1993. Hasta finales de 1994, era interpretada en formato acústico y usualmente contaba con la aparición especial del exguitarrista de la banda, Michael Schenker. A partir de las fechas en los Estados Unidos, en febrero de 1994, la banda la cambió por su versión eléctrica, la cual interpretó hasta el final de la gira. El 24 de septiembre de 2019, Scorpions subió a su cuenta de YouTube una presentación en vivo de «Under the Same Sun» dada en enero de 1994 en el programa alemán Wetten, das..?. Posteriormente, volvió a ser tocada en directo pero en los pocos conciertos de 1998, en el marco del Pure Instinct Tour. En 2001, el director de orquesta Christian Kolonovits la arregló en formato acústico para el álbum unplugged Acoustica (2001), añadiéndole delicados toques de piano y violoncello. En la segunda mitad de la década de 2000, Scorpions la reprodujo en vivo en determinados conciertos y su última aparición en vivo aconteció el 19 de noviembre de 2008 en Estoril (Portugal), como parte del Humanity World Tour.

## Lista de canciones
| Edición casete |                      |                          |          |  |
| N.º            | Título               | Escritor(es)             | Duración |  |
| 1.             | «Under the Same Sun» | Meine, Hudson, Fairbairn | 4:52     |  |
| 2.             | «Partners in Crime»  | Meine, Rarebell          | 4:30     |  |

| Edición maxisencillo en CD |                                  |                                         |          |  |
| N.º                        | Título                           | Escritor(es)                            | Duración |  |
| 1.                         | «Under the Same Sun»             | Meine, Hudson, Fairbairn                | 4:29     |  |
| 2.                         | «Ship of Fools»                  | Schenker, Meine                         | 4:15     |  |
| 3.                         | «Partners in Crime»              | Meine, Rarebell                         | 4:26     |  |
| 4.                         | «Hit Between the Eyes» (en vivo) | Schenker, Meine, Rarebell, Jim Vallance | 4:10     |  |

| Edición vinilo de 12" |                      |                          |          |  |
| N.º                   | Título               | Escritor(es)             | Duración |  |
| 1.                    | «Under the Same Sun» | Meine, Hudson, Fairbairn | 4:52     |  |
| 2.                    | «Ship of Fools»      | Schenker, Meine          | 4:15     |  |
| 3.                    | «Rubber Fucker»      | Rarebell                 | 3:39     |  |

## Posicionamiento en listas musicales
| País           | Lista (1993-1994)      | Posición |
| -------------- | ---------------------- | -------- |
| Alemania       | Media Control Charts   | 99       |
| Canadá         | RPM Top 100 Singles    | 31       |
| Estados Unidos | Mainstream Rock Tracks | 16       |
| Francia        | French Singles Chart   | 7        |

| País    | Lista (1993)         | Posición |
| ------- | -------------------- | -------- |
| Francia | French Singles Chart | 64       |
| País    | Lista (1994)         | Posición |
| Brasil  | ABDP Charts          | 82       |

## Créditos
| - Klaus Meine: voz - Rudolf Schenker: guitarra líder - Matthias Jabs: guitarra rítmica - Ralph Rieckermann: bajo - Herman Rarebell: batería | - Bruce Fairbairn y Scorpions: producción - Rudolf Schenker: fotografía de la portada |

- Fuente: Folleto de notas de la edición vinilo de 12" de «Under the Same Sun».[18]